# Ricardo Sanz de Samper y Campuzano
Ricardo Sanz de Samper y Campuzano (* 19. Dezember 1873 in Santa Fe de Bogotá, Kolumbien; † 22. Februar 1954 in Sanremo, Italien) war ein kolumbianischer Geistlicher.

## Leben
Ricardo Sanz de Samper y Campuzano wurde 1873 in Kolumbien geboren. Er war der Sohn von Rodolfo und Teresa Campuzano. In seiner Jugend diente er beim Militär und erreichte den Rang eines Artillerie-Leutnants. Er diente als Sekretär der kolumbianischen diplomatischen Delegation in Paris. Im Juni 1895 wurde er in Paris in die Priestertracht eingekleidetet. Die Predigt während dieser Zeremonie hielt sein Freund, ein vatikanischer Diplomat, der Schweizer Sekretär der Pariser Nuntiatur, Alfredo Peri-Morosini. Zwischen 1896 und 1899 studierte Sanz de Samper an der vatikanischen Diplomatenschule ab. Am 17. Dezember 1898 wurde er in Rom zum Priester geweiht. Danach arbeitete er im Gefolge von Papst Leo XIII. Am 11. Februar 1902 wurde er zum Prälaten Seiner Heiligkeit ernannt. Er wurde nach Mexiko gesandt, um dort eine apostolische Delegation aufzubauen und kam dort am 18. März 1902 an. Am 10. Juli 1902 verließ er das Land wieder. Papst Pius X. ernannte ihn zum Botschaftssekretär am 5. August 1903.
Von 1903 bis 1914 war er Geheimer Kammerherr und Partizipator von Papst Pius X. Sechs Jahre lang fungierte er vorübergehend als Meister der päpstlichen Kammer. 1910 empfing er die Kanonikerwürde der Vatikanischen Basilika. Im Mai desselben Jahres beteiligte er sich an der Eröffnung der Kathedrale des Schweizer Kantons Tessin in Lugano nach der Renovierung. Am 10. Juli 1910 wurde zum Protonotarii Apostolici supra numerum ernannt. Am 1911 wurde er zum Sekretär der Zeremonienkongregation ernannt.
Papst Benedikt XV. ernannte ihn 1914 zum päpstlichen Majordomus und Kammermeister seiner Heiligkeit. Nach dem Tod von Benedikt XV. (1922) fungierte er als Gouverneur des Konklaves. Auch unter dem nächsten Papst, Pius XI., behielt er die Position des päpstlichen Majordomus und Präfekten des Apostolischen Palastes. Es gibt Spekulationen, dass Pius XI. 1923 beabsichtigte, Sanza de Samper wurde in das Kardinalskollegium aufzunehmen. Er sah aber der geplanten Nominierung ab, da er nicht wollte, dass seine Handlungen als Unterwerfung unter den Druck von König Alfons XIII. von Spanien wahrgenommen würden, der die Schaffung eines Kardinals für Südamerika forderte.
1926, nach der Kurienreform, verlor Sanz de Samper sein Amt als Majordomus und kümmerte sich um seinen schwerkranken Freund, Bischof Peri-Morosini, der am 27. Juli 1931 starb. Ab 1928 trug er den Titel Majordomo emeritus. Im Jahr 1949 war er Zeuge im Seligsprechungsprozess von Pius X.